# Niclas Ekberg
Niclas Ekberg (Ystad, 23 dicembre 1988) è un pallamanista svedese, ala destra del Ystads e della Nazionale Svedese.
Ha vinto l'argento olimpico a Londra 2012.